# Israëlische parlementsverkiezingen 2020
De Israëlische parlementsverkiezingen van 2 maart 2020 waren vervroegde verkiezingen, waarin de honderdtwintig leden van de 23e Knesset werden gekozen. 

## Uitslag
De uitslag is op 3 maart bekendgemaakt. De opkomst bedroeg 71 procent, bijna anderhalve procent meer dan bij de vorige verkiezingen.
| Symbool                                          | Lijst                                                                                       | Stemmen   | %     | Zetels | +/–   |
| ------------------------------------------------ | ------------------------------------------------------------------------------------------- | --------- | ----- | ------ | ----- |
| מחל                                              | Likoed onder leiderschap van Benjamin Netanyahu als minister-president                      | 1,352,449 | 29.46 | 36     | +4    |
| פה                                               | Blauw en Wit geleid door Benny Gantz                                                        | 1,220,381 | 26.59 | 33     | 0     |
| ודעם                                             | Gezamenlijke Lijst (Hadash Ra'am Ta'al Balad)                                               | 581,507   | 12.67 | 15     | +2    |
| שס                                               | De Thora-Nalevende Sefaradiem van Rabbijn Ovadia Yosef ZT"L                                 | 352,853   | 7.69  | 9      | 0     |
| ג                                                | Thora-Jodendom voor Sjabbat - Agudat Yisrael - Degel Hatorah                                | 274,437   | 5.98  | 7      | 0     |
| אמת                                              | Avoda-Gesher-Meretz                                                                         | 267,480   | 5.83  | 7      | –3    |
| ל                                                | Yisrael Beiteinu geleid door Avigdor Lieberman                                              | 263,365   | 5.74  | 7      | –1    |
| טב                                               | Jamina (Nieuw Rechts - Het Joodse Huis - Tkoema)                                            | 240,689   | 5.24  | 6      | –1    |
|                                                  | Partijen die kiesdrempel van 3,25% niet hebben behaald                                      |           |       |        |       |
| נץ                                               | Otsma Jehudit geleid door Itamar Ben-Gvir                                                   | 19,402    | 0.42  | 0      | 0     |
| ז                                                | Liberaal-Economische Kracht geleid door Gilad Alper                                         | 3,781     | 0.08  | 0      | Nieuw |
| נ                                                | Vrouwenstem                                                                                 | 2,773     | 0.06  | 0      | Nieuw |
| ףז                                               | De Piraten - Klik Hier voor Democratie                                                      | 1,473     | 0.03  | 0      | 0     |
| קץ                                               | Mishpat Tzedek geleid door Larissa Amir                                                     | 1,375     | 0.03  | 0      | Nieuw |
| ק                                                | Israelist – Onze Rechten in Onze Stem om beter te leven                                     | 980       | 0.02  | 0      | 0     |
| כן                                               | Jij en Ik - Israëlische Volkspartij                                                         | 812       | 0.02  | 0      | Nieuw |
| ינ                                               | Unie van Partnerschap                                                                       | 677       | 0.01  | 0      | 0     |
| קך                                               | Nieuwe Order voor het vervangen van de kiesstelsel onder leiderschap van Avital Ofek        | 677       | 0.01  | 0      | 0     |
| נז                                               | Kracht der Beïnvloeding voor gerechtigheid voor het volk                                    | 667       | 0.01  | 0      | Nieuw |
| נק                                               | Mitkademet (in samenwerking met de Hebreeuwse Generatie-beweging)                           | 622       | 0.01  | 0      | 0     |
| ץ                                                | Da'am Groene Economie Eén Land                                                              | 612       | 0.01  | 0      | 0     |
| כ                                                | Joods Hart geleid door Eli Yosef                                                            | 516       | 0.01  | 0      | Nieuw |
| קע                                               | Geluid geleid door Naftali Goldman                                                          | 442       | 0.01  | 0      | Nieuw |
| יק                                               | Bijbelblok                                                                                  | 389       | 0.01  | 0      | 0     |
| ני                                               | Kama - ondersteunend voor de positie van het individu                                       | 350       | 0.01  | 0      | 0     |
| יז                                               | Rood en Wit onder leiderschap van Ami Feinstein - wachtend op de Messias? Jezus is er al... | 342       | 0.01  | 0      | 0     |
| י                                                | Vizie - geleid door Zion Alon                                                               | 308       | 0.01  | 0      | Nieuw |
| יר                                               | Sociaal Leiderschap                                                                         | 271       | 0.01  | 0      | 0     |
| יף                                               | Menselijke Waardigheid - geleid door Arkady Pogatch                                         | 222       | 0.00  | 0      | 0     |
| צן                                               | Actie voor Israël                                                                           | 210       | 0.00  | 0      | Nieuw |
| Ongeldige stemmen                                | Ongeldige stemmen                                                                           | 25,073    | –     | –      | –     |
| Totaal                                           | Totaal                                                                                      | 4,615,135 | 100   | 120    | 0     |
| Geregistreerde stemmers / opkomst                | Geregistreerde stemmers / opkomst                                                           | 6,453,255 | 71.52 | –      | –     |
| Bronnen: CEC (stemmen), Times of Israel (zetels) |                                                                                             |           |       |        |       |

## Benoeming van een formateur
Op zondag 15 maart benoemde president Rivlin Benny Gantz (Kahol Lavan) tot formateur. Jisrael Beeténoe, de Gezamenlijke Lijst,  HaAvoda-Gesher-Meretz en Kahol Lavan hadden eerder die dag Gantz aanbevolen als premier bij de Israëlische president. Deze partijen hebben samen 62 zetels, maar Gantz kreeg 61 aanbevelingen tegen Netanyahu 58. Orly Levy-Abekasis (Gesher) beval noch Gantz, noch Netanyahu aan. Ze wou een kandidaat van Gesher aanbevelen, maar dat kon niet door de fractiediscipline. Ze heeft een verzoek ingediend om als onafhankelijke fractie verder te gaan, los van Meretz en HaAvoda. Ze wil geen minderheidsregering onder Gantz steunen als die de steun van Balad en de andere partijen van de Gezamenlijke Lijst nodig heeft. Ze is voor een nationale coalitie. De Knesset-leden Zvi Hauser en Yoaz Hendel (Blauw en Wit) hadden eerder ook gezegd geen minderheidsregering willen te vormen die steunt op de overwegend Arabische Gezamenlijke Lijst.
Benny Gantz zei vlak na zijn benoeming dat hij wil proberen om een zo breed mogelijke regering te vormen. Aryeh Deri (Shas) sloeg een uitnodiging van Benny Gantz om met hem afzonderlijk te onderhandelen af. Hij zei dat hij zich liet vertegenwoordigen door de onderhandelaars van het blok (Likoed, Shas, VTJ en Yamina). Avigdor Lieberman was voor een coalitie tussen Blauw en Wit en de Likoed zonder andere coalitiepartijen.
De periode van 28 dagen die de formateur Benny Gantz kreeg om een regering te vormen duurde oorspronkelijk tot maandag, 13 april 2020 middernacht. Benny Gantz vroeg president Rivlin zaterdag 11 april 's nachts schriftelijk om een verlenging van die periode met veertien dagen, maar kreeg die door hem gewenste verlenging niet. Nadat Benjamin Netanyahu vlak voor de deadline ook om een verlenging vroeg, verlengde president Rivlin de formatieperiode met 48 uur tot woensdag 15 april middernacht. De deadline verstreek zonder dat er een regering gevormd was, maar er werd op donderdag 16 april nog wel onderhandeld. President Rivlin zei op 16 april tegen Benny Gantz dat de periode van zijn mandaat om een regering te vormen om was en gaf daarmee het mandaat terug aan de Knesset, zoals hij eerder had aangekondigd dat hij zou doen als Benny Gantz er niet in zou slagen om een regering te vormen. Deze periode duurt 21 dagen. De kandidaat die in deze drie weken een meerderheid van ten minste 61 stemmen krijgt wordt dan belast met de taak om een nieuwe meerderheidsregering te vormen. Als ook die er niet in slaagt zullen er weer nieuwe verkiezingen uitgeschreven worden. President Rivlin maakte 17 april bekend dat die verkiezingen dan op 4 augustus 2020 gehouden zullen worden. De onderhandelaars van Blauw en Wit en het blok van Netanyahu bleven 18-20 april dooronderhandelen en kwamen maandag 20 april toch met een coalitieakkoord, dat 's avonds getekend werd.

## Beëdiging van de leden van de 23e Knesset
De leden van de 23e Knesset werden op maandag 16 maart 2020 beëdigd, maar in verband met de pandemie van het coronavirus SARS-CoV-2 werd de maatregel genomen dat slechts drie parlementariërs tegelijk beëdigd werden in een verder bijna lege zaal.

## Wisseling van de Knesset-voorzitter
Het lukte de voorzitter van de Knesset Yuli Edelstein niet om Knesset-commissies te vormen. Hij sloot de Knesset voor een paar dagen. Blauw en Wit spanden een rechtszaak aan tegen Edelstein, omdat hij weigerde een stemming over de Knessetvoorzitter uit te voeren. Blauw en Wit en verbonden partijen wouden Meir Cohen kiezen als nieuwe Knesset-voorzitter. Netanyahu zei echter dat de nationale coalitie niet door zou gaan als Edelstein vervangen zou worden. Het Hoge Gerechtshof deed de uitspraak dat Edelstein op woensdag 25 maart de Knesset moest laten stemmen over het benoemen van een voorzitter van de Knesset. Edelstein weigerde die stemming te houden. Hij zei dat het nog niet de goede tijd daarvoor was en dat het tegen zijn geweten inging. Yuli Edelstein trad woensdag 25 maart af als voorzitter van de Knesset. Het Hoge Gerechtshof wees de volgende dag het langstzittende Knesset-lid Amir Peretz (HaAvoda) aan als tijdelijke voorzitter, wat hij maar een paar uur zou blijven, omdat de 23e Knesset onder zijn voorzitterschap een nieuwe voorzitter koos.

## Gantz onderhandelt met het blok van Netanyahu en de Arbeidspartij
Op donderdag 26 maart kwam er een einde aan de patstelling. Benny Gantz en zijn partij (Ḥosen L'Yisrael, "Veerkracht voor Israël") en Gabi Ashkenazi, maar niet de andere partijen van Blauw en Wit, Yesh Atid en Telem, kozen ervoor om een coalitie met het blok van de Likoed, de religieuze partijen Shas en VTJ en de rechtse partij Yamina te vormen. Het was 26 maart nog onzeker of HaAvoda ("De Arbeid") ook aanschuift aan de coalitietafel. 
Er komt een roulatie van de premiers. De eerste achttien maanden blijft Benjamin Netanyahu premier, daarna volgt Benny Gantz hem op. Aryeh Deri (Shas) heeft Benny Gantz telefonisch verzekerd dat hij ervoor zal zorgen dat Netanyahu zich aan zijn afspraak houdt. Benny Gantz en Gabi Ashkenazi zouden volgens Israëlische media minister van Buitenlandse Zaken resp. Defensie worden of misschien omgekeerd. Chili Tropper zou minister van Justitie worden en de post van minister van Communicatie zal ook naar Veerkracht gaan. De partij van Benny Gantz zou evenveel belangrijke posten krijgen als de rest van de coalitie bij elkaar. Tot de coalitieonderhandelingen zijn afgerond zal Benny Gantz de Knesset voorzitten als onderdeel van de deal. Hij werd donderdagavond met 74 stemmen gekozen.
Vrijdag 27 maart meldden Israëlische journalisten dat Amir Peretz (HaAvoda, "De Arbeid") zijn partij vroeg om zich voor te bereiden op deelname aan de coalitie. Itzik Shmuli (HaAvoda) stemde ermee in. Orly Levy-Abekasis (Gesher) zou ook tot de nieuwe coalitie toetreden. Het derde lid van de Arbeidspartij, Merav Michaeli, was fel tegen de deelname aan de coalitie van Gantz en Netanyahu. Ze vond dat rampzalig voor de Arbeidspartij. Meretz, met de Arbeidspartij samen een fractie vormend, was tegen deelname aan de coalitie van Gantz en Netanyahu. Op 23 april 2020 tekenden Benny Gantz en Amir Peretz een coalitieovereenkomst. Volgens die overeenkomst wordt Amir Peretz minister van Economische zaken en Itzik Shmuli minister van welzijn worden.
In de nacht van 28 op 29 maart spraken Benny Gantz en Netanyahu uitgebreid met elkaar. Het resulteerde in een iets andere verdeling van de portefeuilles en Netanyahu zou ervan afzien om te proberen Yuli Edelstein te herkiezen als Knesset-voorzitter. Netanyahu zei op 29 maart dat er fake news was over de verdeling van de portefeuilles. De Israëlische televisiezender Kan bracht zondagavond 29 maart het nieuws, dat Benjamin Netanyahu volgens de afspraken het eerste anderhalf jaar premier zou blijven. Benny Gantz zou anderhalf jaar de portefeuille Defensie krijgen en na anderhalf jaar premier worden. Gabi Ashkenazi (Blauw en Wit) zou anderhalf jaar minister van Buitenlandse Zaken worden en daarna minister van Defensie. Israël Katz (Likoed) zou minister van Financiën worden. Ya'akov Litzman (Verenigd Thora-Jodendom) en Aryeh Deri (Shas) zouden respectievelijk minister van Volksgezondheid en minister van Binnenlandse Zaken blijven. Later kwam Ya'akov Litzman terug op zijn besluit om minister van Volksgezondheid te blijven. Op 23 april 2020 bood Ya'akov Litzman Netanyahu aan om toch de portefeuille Volksgezondheid te ruilen voor die van Volkshuisvesting, wat hij eerder tijdens de onderhandelingen met Blauw en Wit niet wou. Blauw en Wit wou toen de portefeuille Volksgezondheid zeer graag hebben om de zeer besmettelijke ziekte COVID-19 te bestrijden.
Naftali Bennett (Yamina) vond dat er gezien de verkiezingsuitslag nu geen links kabinet gevormd moest worden. Yamina zou overwegen om, als ze maar een ministerspost zou krijgen, in de oppositie te gaan. Naftali Bennet is minister van Defensie in de waarnemende regering. Hij vond dat het ministerie van Defensie de regie moest krijgen om het coronavirus dat COVID-19 veroorzaakt te bestrijden.

## Blauw en Wit valt uit elkaar
De twee andere partijleiders van Blauw en Wit, Yaïr Lapid van Yesh Atid en Moshe Ya'alon van Telem, waren het niet eens met de beslissing van Benny Gantz om een coalitie met Benjamin Netanyahu te vormen en doen er niet aan mee. De lijst Blauw en Wit valt weer uit elkaar in drie partijen. Lapid en Ya'alon dienden een officieel verzoek in om los van Benny Gantz' Ḥosen L'Yisraël een fractie te vormen en de naam Blauw en Wit te houden. (Een Knesset-commissie willigde op 29 maart het verzoek in om een losse fractie te vormen, maar kende de naam Blauw en Wit aan Benny Gantz toe.) Lapid beschuldigde Gantz ervan stemmen van de kiezers gestolen te hebben en aan Netanyahu cadeau gegeven te hebben. Moshe Ya’alon zei dat de beslissing van Benny Gantz om toe te treden tot de coalitie “die alles symboliseert waar we tegen zijn” “onbegrijpelijk en teleurstellend” is. Yaïr Lapid en Moshe Ya'alon gaan in de Knesset verder als de fractie Yesh Atid-Telem.
Twee parlementariërs van Telem, Zvi Hauser en Yoaz Hendel gaan door als aparte fractie (Derech Eretz) en doen mee aan de nieuwe coalitie van Gantz en Netanyahu. Een parlementariër van Yesh Atid, mevrouw Penina Tamanu, het eerste Knesset-lid van Ethiopische herkomst, stapt over naar de partij van Gantz, Hosen L'Yisrael (Veerkracht). Mevrouw Gadeer Kamal-Mreeh, het eerste vrouwelijke Druzische Knesset-lid, stapt juist over van Veerkracht naar Yesh Atid.
29 maart telde de fractie Yesh Atid-Telem daardoor zeventien Knesset-leden, de fractie Blauw en Wit van Benny Gantz veertien en Derech Eretz twee.